# Hrvatsko kulturno vijeće
Hrvatsko kulturno vijeće (HKV) je dobrovoljna udruga članova koji žive i djeluju u Republici Hrvatskoj, kao i onih članova koji žive izvan granica Republike Hrvatske, a djelatno podupiru kulturni i sveopći boljitak Republike Hrvatske.

## Članstvo i ustroj
Hrvatsko kulturno vijeće (HKV) djeluje od 2006. godine. Sjedište udruge je u Zagrebu. Udruga ima više od tisuću članova, poglavito uglednih hrvatskih intelektualaca. Predsjednik udruge od njezina osnutka bio je književnik Hrvoje Hitrec, a dopredsjednici akademik Slaven Barišić i Stjepan Šešelj. U 2015. godini za predsjednika je izabran književnik i povjesničar Đuro Vidmarović, a u 2018. znanstvenik i diplomat prof. dr. sc. Marijan Šunjić. Dopredsjednici su dr. sc. Osor Barišić i dr. sc. Stipe Kutleša. Članovi Upravnog odbora su publicist i predsjednik Hrvatskoga žrtvoslovnog društva Ante Beljo, dr. sc. Ante Čuvalo, književnik Hrvoje Hitrec, akademski kipar Kuzma Kovačić, dr. sc. Anđelko Mijatović te književnik i povjesničar Đuro Vidmarović.

## Ciljevi i vrijednosti
Hrvatsko kulturno vijeće afirmira univerzalne vrijednosti, koje su i u temeljima hrvatskoga kulturnog i nacionalnog identiteta. U svome djelovanju zahvaća u cjelinu hrvatske zbilje te analizira i procjenjuje pojave i događaje u svim područjima društvenoga života Republike Hrvatske, posebno u znanosti i kulturi. Snažno se suprotstavlja svim oblicima krivotvorenja povijesti, odbacuje kulturni imperijalizam i ideološke arbitraže.
Zalaže se za samostalni kulturni, gospodarski i politički razvitak Republike Hrvatske. Razvija svijest o jedinstvu hrvatskoga nacionalnog korpusa pa veliku pozornost poklanja onom dijelu hrvatskoga naroda koji živi u BiH te iseljenicima. Protivi se bilo kojemu obliku integracija u jugoistočnoj Europi. Osnažuje svijest o pripadnosti hrvatske kulture zapadnoeuropskom kulturnom i civilizacijskom krugu, čija je povijest duboko prožeta kršćanstvom.
Budućnost Europe vidi isključivo kao zajednicu suverenih i samostalnih država koje povezuju demokratska načela, kulturno i povijesno nasljeđe te suvremeni gospodarski interesi.

## Način djelovanja
Hrvatsko kulturno vijeće djeluje putem tribina i stručno-znanstvenih skupova, deklaracijama i priopćenjima upućenim javnosti i državnim tijelima te putem Portala Hrvatskoga kulturnog vijeća koji ima velik utjecaj u Hrvatskoj i inozemstvu.

## Portal Hrvatskoga kulturnog vijeća
Portal Hrvatskoga kulturnog vijeća svojim čitateljima nudi originalan pogled na teme koje obilježavaju modernu Hrvatsku i njezin razvoj te svakodnevno objavljuje razne priloge, uključujući:
- autorske priloge članova redakcije, priloge raznih autora pristigle u redakciju, vijesti i najave događaja,
- stručne i opširne rasprave istaknutih hrvatskih intelektualaca iz Domovine i iseljeništva o temama od posebnog značaja i interesa za hrvatsko društvo,
- reportaže i izvještaje s prosvjeda, tribina i predstavljanja knjiga,
- reportaže o hrvatskoj kulturnoj baštini.

Portal Hrvatskoga kulturnog vijeća dnevno u prosjeku ima više od pet tisuća jedinstvenih posjeta.

## Vanjske poveznice
- Portal Hrvatskoga kulturnog vijeća, hkv.hr